# ミズヒナゲシ

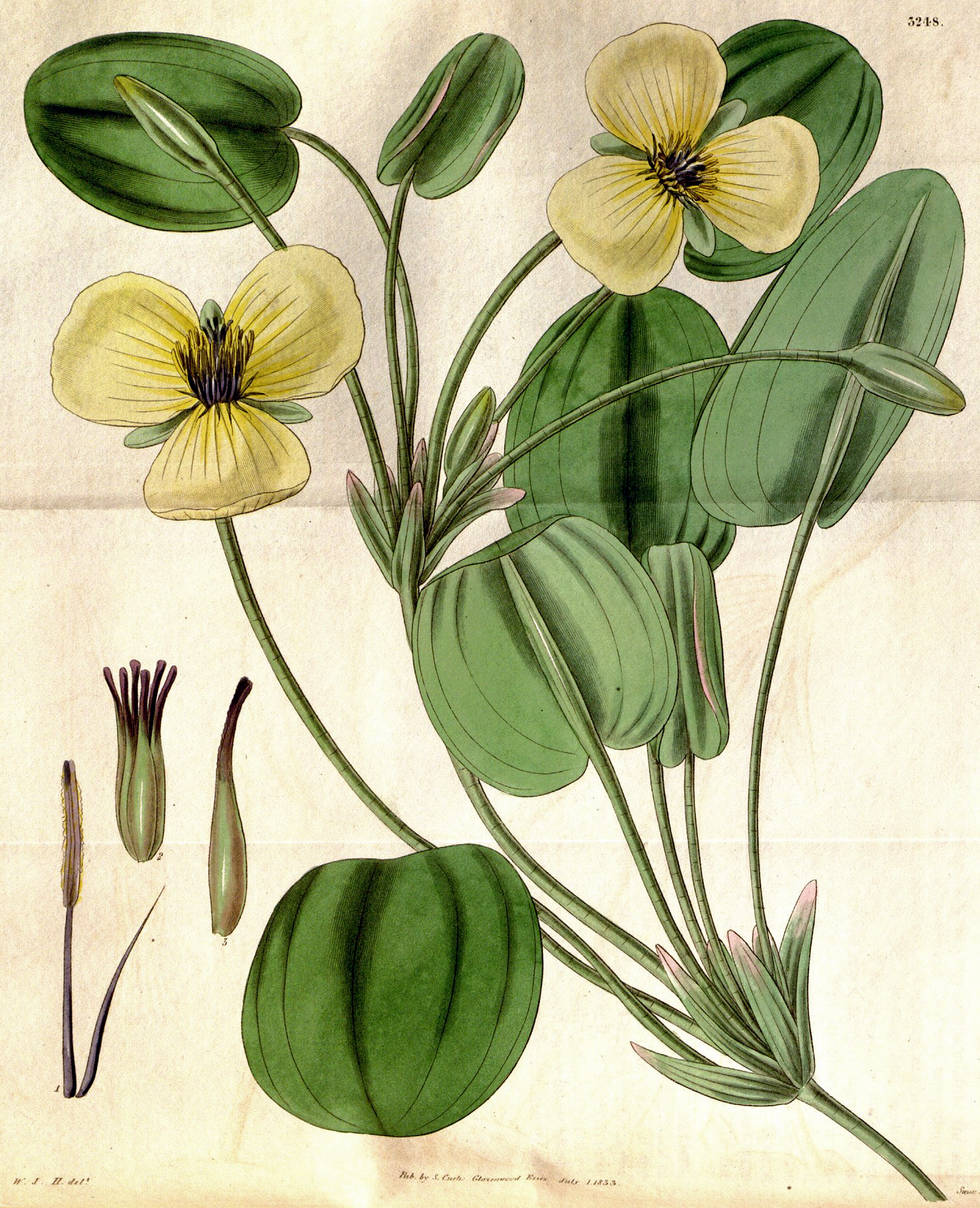
図版

ミズヒナゲシ Hydrocleys nymphoides Bunchen. は、キバナオモダカ科に属する植物の1種。外形はトチカガミに似た浮葉性の水草で、花が美しいので栽培される。

## 特徴
浮葉性の水草。底の泥の中にひげ根をおろし、また茎を蔓状に伸ばして水面を這う。茎は円柱状をしており、その径は5mmほど。水の浅いところでは葉を水面から抜き出す抽水性の集団を形成するが、深いところでは水面に葉を浮かせ、水面を覆うようになり、また茎は水底から伸び出して水中を横に走り、節から根と葉を出して順次新しい株を作ってゆく。
葉は広卵形から広楕円状心臓形で長さ4-8cm、幅3-6cm。表面は緑色で光沢があり、はっきり見えないが7本の葉脈が走る。葉の裏面は淡い緑色で葉脈ははっきり見える。また中軸にそって高さ3mmほどの海綿質の膨らんだ部分があり、これは発達した通気組織である。
葉柄は円柱状で、太さは2-3mm。その長さは長さは水深によって異なり、また水位の増加した場合はそれに応じて短時間で伸びることができ、水面に葉を出す。広がる前の葉は内側に巻き込んで棒状になっており、水面に出ると水平に開く。
花は葉腋から出る花柄に着く。花柄は太さ約3mm、長さは7-10cmになり、その先端に径4-5cmの花をつける。内花被片は花弁状で大きく、鮮やかな黄色をしている。外花被片は緑色で小さく長楕円形。萼片は3個あり、長楕円形。雌しべは5-6個あって子房上位。花期は日本では7-10月で、開花期間は1日であるが、花数が多いために次から次へと毎日のように開花する。
なお、日本では普通は種子は出来ない。
学名の種小名は「スイレン属 Nymphaea に似た」の意である。英名はウオーターポピー water poppy と言い、また water keg の名（keg は小さい樽）もある。和名は英名と同様に水中性でヒナゲシに似た花をつけることにより、三木茂が名付けた。
別名にはキバナトチカガミ、ミズウチワなどがある。

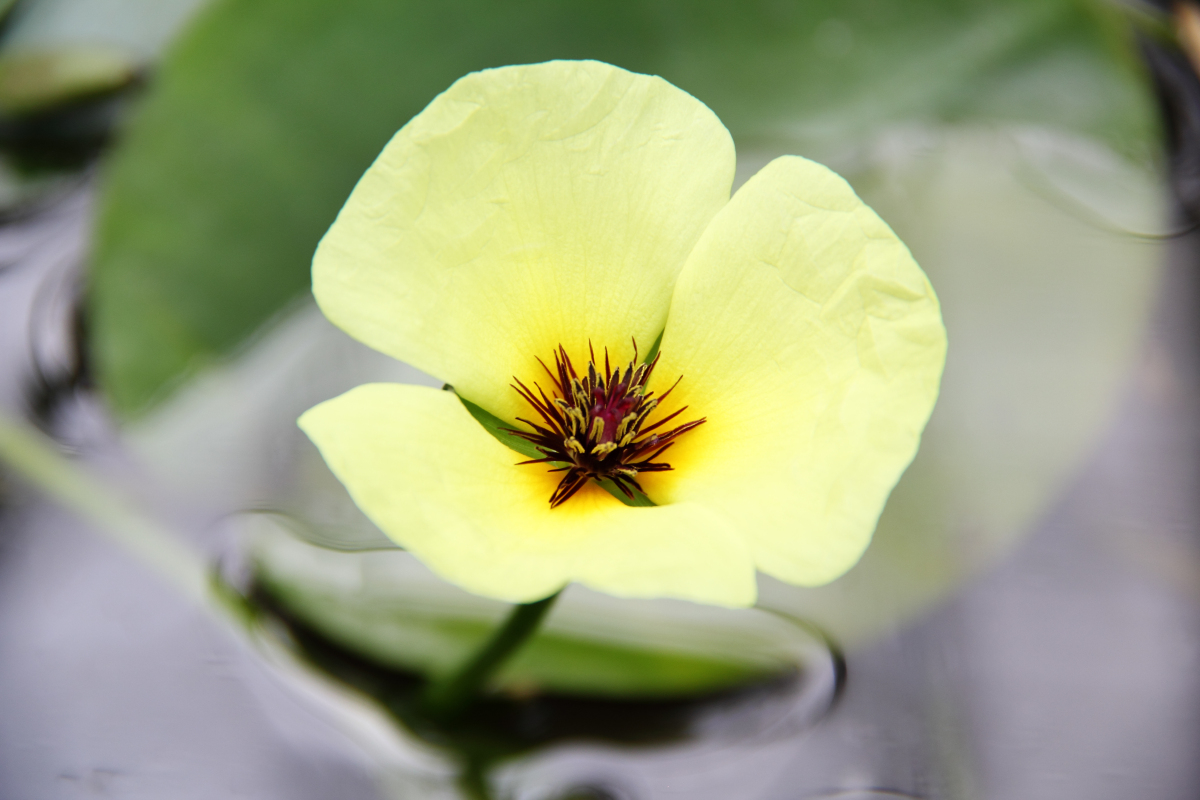
花
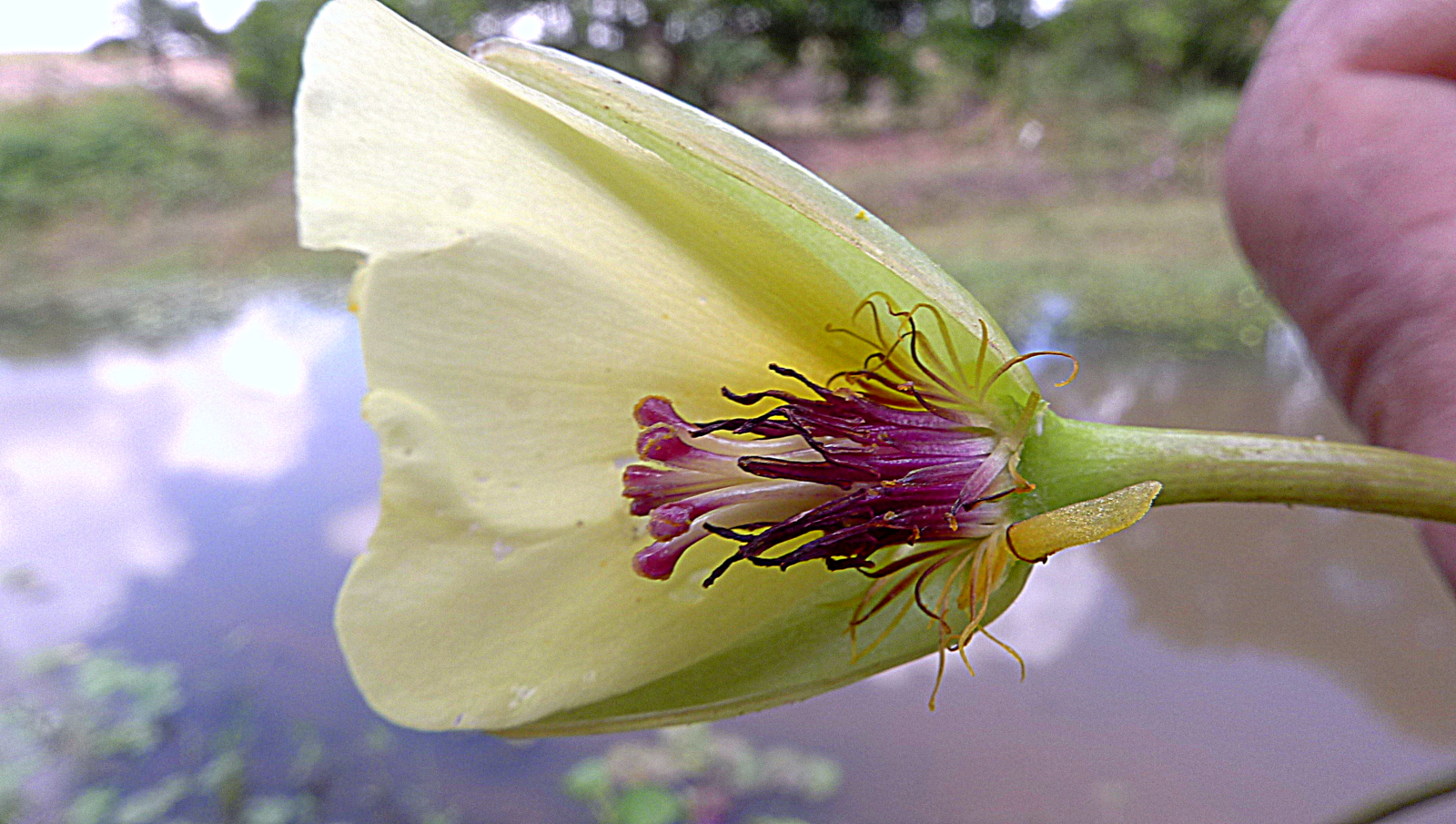
花の内部
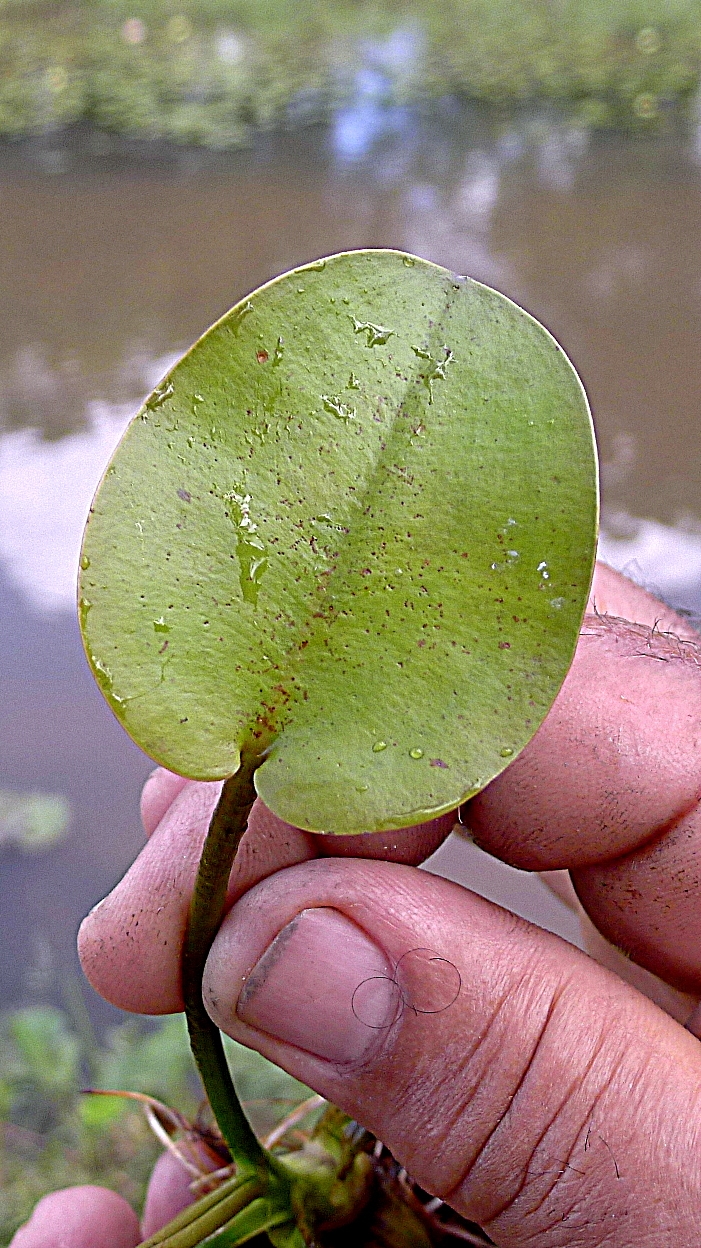
葉の表面
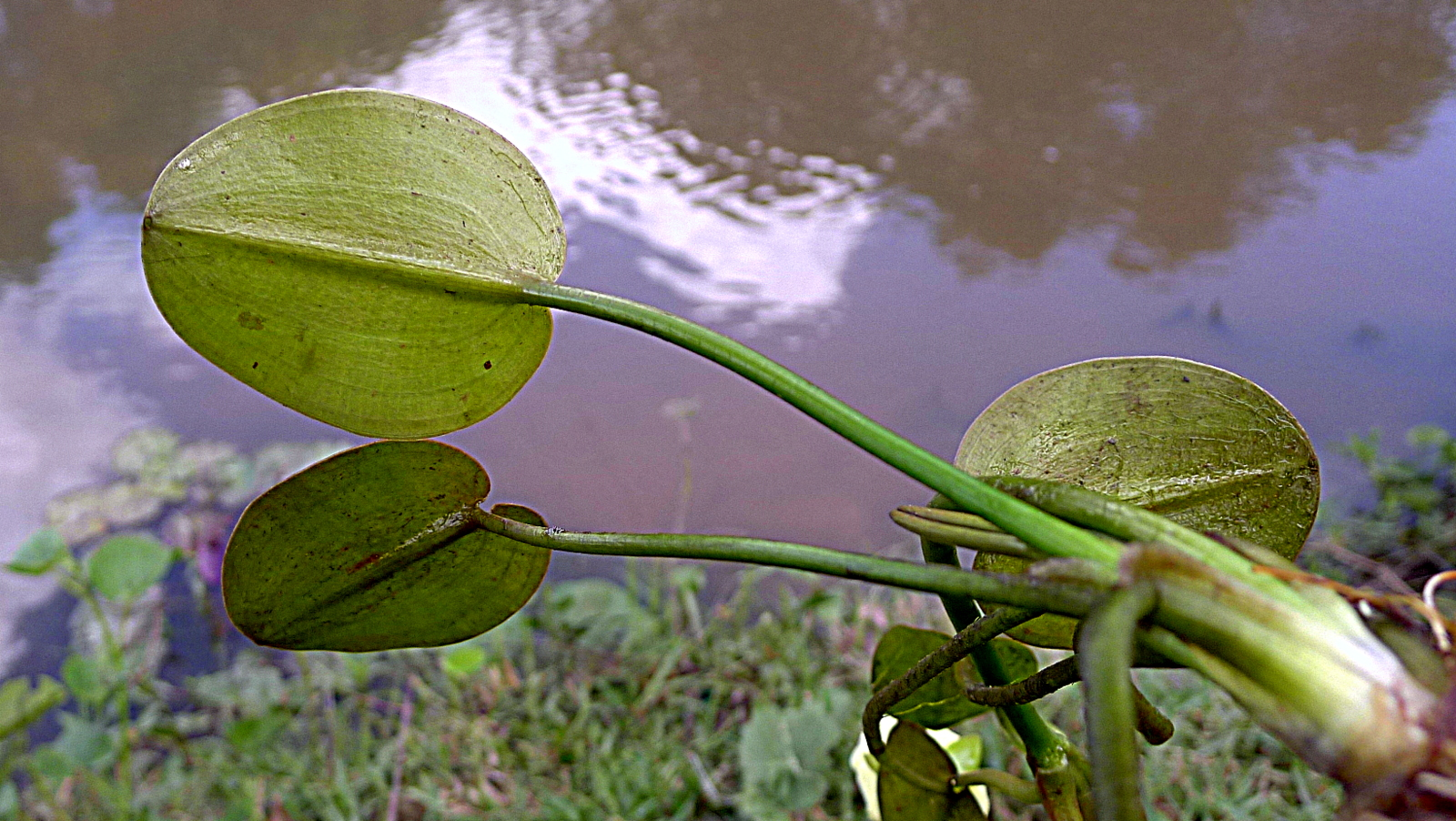
葉の裏と葉柄
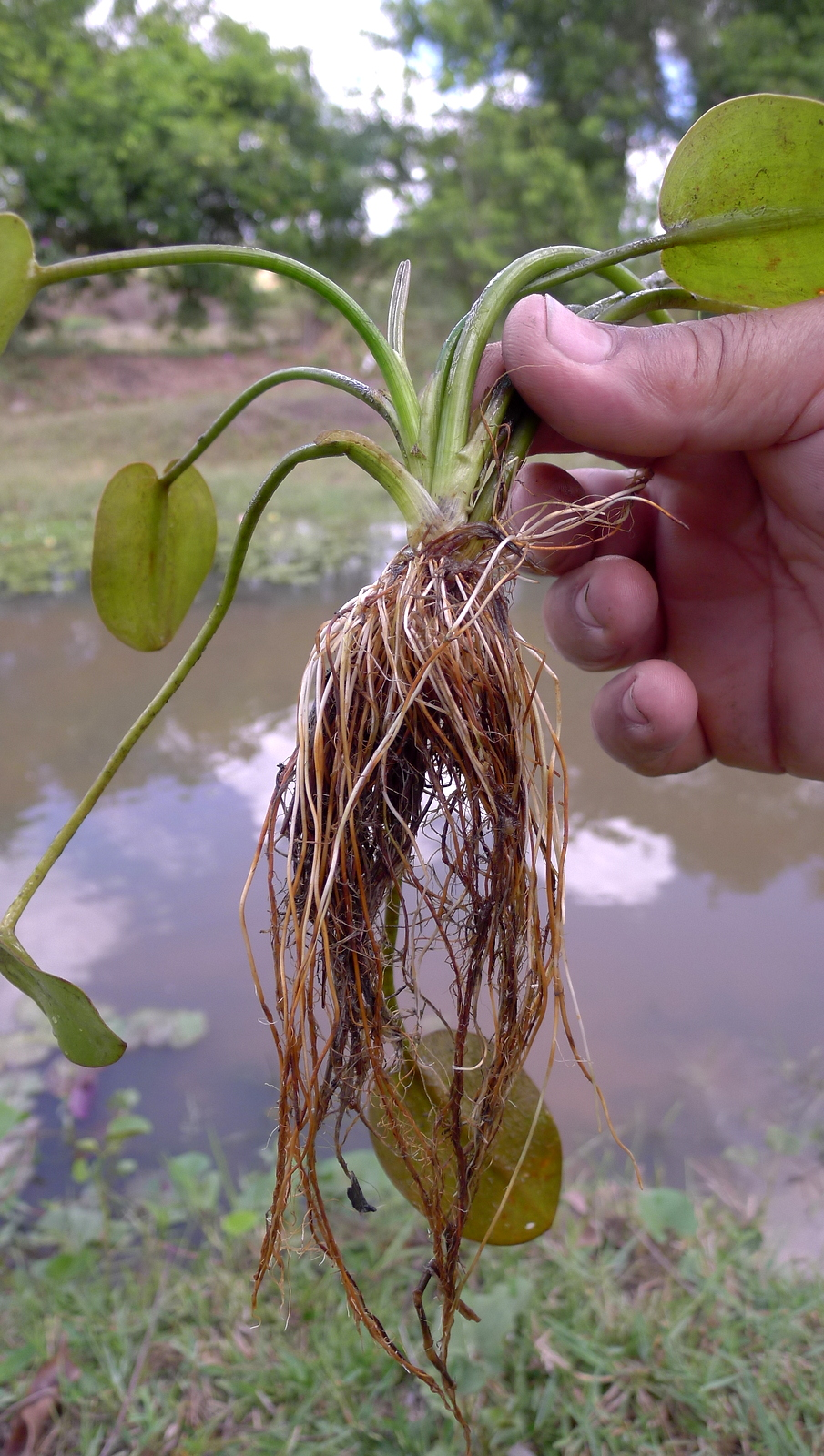
根元とひげ根

## 分布
南アメリカのベネズエラからアルゼンチンのブエノスアイレスまで分布する。

## 利用
花が美しい水草として観賞用に栽培される。耐寒性は低く、越冬には最低5℃を必要とする。
1830年頃にイギリスに持ち込まれ、日本に入ったのは明治初年の頃とされる。ただしこの部分、石井、井上編集代表(1969)ではイギリス渡来は1831年と差がないが、日本へ来たのは昭和初年と記されている。